# 珍珠岩

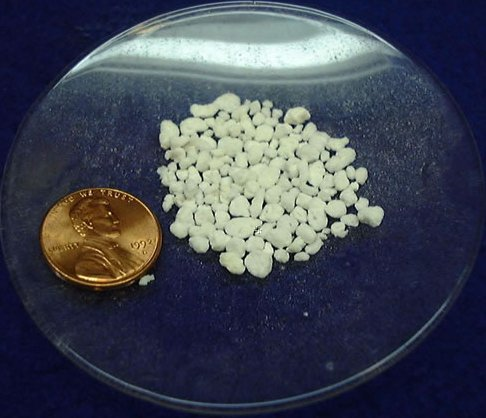
膨胀珍珠岩

珍珠岩（英語：Perlite），在台灣又稱珍珠石，是一种类似流纹岩的酸性火山喷发熔岩，由于喷发后急速冷却，形成球粒状玻璃质岩石，有弧形或圆形裂纹，尤如珍珠的结构，所以被命名为珍珠岩。
珍珠岩一般为浅灰色、淡绿色和褐色，二氧化硅含量达70%，水分含量为3-5%，当将珍珠岩加热到850–900℃时，由于玻璃质软化，其中水分蒸发，造成体积膨胀，可以达到原有体积的7–16倍，为膨胀珍珠岩。
膨胀珍珠岩具有吸音性好，吸湿性小，抗冻性强的性能，因此被广泛用作建筑的保温隔音材料，也可以作为农业改良土壤，增加保暖保冷 (保墒) 能力的材料，此外在工业的铸造、酿造、过滤、洗涤等工艺中也可以作为辅助材料应用。